# Tvornica stočne hrane (Čakovec)
Tvornica stočne hrane (TSH), hrvatska je tvrtka za proizvodnju hrane za životinje, prije svega stočne hrane. Organizirana je kao dioničko društvo. Sjedište je u Čakovcu, Dr. Ivana Novaka 11.

## Povijest
Početci sežu u 1971. godinu kad je bila organizacijskom jedinicom u sastavu tadašnjih Čakovečkih mlinova. Godine 1990. osamostalila se je u samostalnu tvrtku a od 1992. godine preobličila se je oblikom vlasništva u dioničko društvo.

## Pogoni
TSH ima proizvodne pogone u Čakovcu. Organizacijske jedinice izvan Čakovca postoje u istoj i komplementarnim djelatnostima. To su Građevinsko-vrtni centar Grama, Farma junadi Trema, Farma svinja Belica i Silos i sušara Donji Kraljevec. Na Farmi junadi Trema kod Križevaca, kapaciteta 2000 grla, junad se tovi voluminoznom krmom otkupljenom od lokalnih proizvođača te koncentriranim krmivima iz TSH. Na Farmi svinja Belica u Belici godišnje se proizvode oko 25000 odojaka koji ulaze u tov kod kooperanata do završnih težina.

## Proizvodni program
Proizvodnu paletu čine kompletni programe potpunih, dopunskih krmnih smjesa i mineralnih mješavina.
Stočna hrana koju proizvodi je za svinje (prasad, tovne svinje, nazimice, krmače, nerasti), goveda (telad, junad, muzare), perad (tov pilića, uzgoj i nesilice), kuniće, ovce, koze, prepelice, fazane, golube trčke, činčile, nojeve i ine. Krmna smjesa je brašnasta i peletirana.